# Íris do Luisiana
Iris L. é um género de plantas com flor, muito apreciado pelas suas diversas espécies, que ostentam flores de cores muito vivas. São, vulgarmente, designadas como lírios, embora tal termo se aplique com mais propriedade a outro tipo de flor. É uma flor muito frequente em jardins. O termo íris é compartilhado, contudo, com outros géneros botânicos relacionados, da família Iridaceae. O termo pode ainda aplicar-se a uma subdivisão neste género.
Podemos considerar os seguintes subgéneros:
- Iris: com caule subterrâneo (rizoma).
- Limniris: também com rizomas.
- Xiphium, por vezes considerado como um género à parte (Xiphion), que constitui o grupo principal de íris bulbosos.
- Nepalensis, por vezes considerado como o género, à parte, Junopsis; também bulboso.
- Scorpiris, por vezes considerado como o género Juno; também bulboso.
- Hermodactyloides, por vezes considerado como o género Iridodictyum, incluindo a pequena espécie Iris reticulata e outras semelhantes.

Como existem diversos tipos de Iris, ou popularmente, lírios, a Iris do Luisiana é um lírio que somente nasce de forma selvagem no estado de Luisiana, Estados Unidos.